# جوانمرد (فیلم ۱۳۵۳)
جوانمرد فیلمی به کارگردانی مهدی ژورک و بازیگری محمدعلی فردین و مرجان است که در سال ۱۳۵۳ در سینماهای کشور به نمایش درآمد.
جوانمرد از فیلمهای خاطره انگیز سینمای ایران است. این فیلم سبب شد که فردین را با لقب جوانمرد بشناسند.

## خلاصه داستان
دو دوست بنام امیر پلنگ (محمدعلی فردین) و احمد ننه بابا جگرکی (زکریا هاشمی) به آسیه (مرجان) علاقه دارند. امیر به‌نفع احمد از آسیه دوری می‌جوید. احمد با قلی که از پدر آسیه طلبکار است، درگیر می‌شود و او را به قتل می‌رساند، اما امیر دستگیر می‌شود. احمد با ارثی که عمه‌اش برای او باقی می‌گذارد، تبدیل به یک سرمایه‌دار می‌شود. آسیه هم بعد از فوت  پدرش به تهران می‌رود و آوازه خوان می‌شود. امیر از زندان آزاد می‌شود و با کمک کاس آقا (علی میری) به دنبال آسیه می‌رود و او را در کافه پیدا می‌کند و با صاحب کافه درگیر می‌شود. صاحب کافه  آسیه را نابینا می‌کند. امیر به سراغ دوستش احمد می‌رود؛ اما او امیر را طرد می‌کند و بعد پشیمان می‌شود. آسیه معالجه می‌شود و با امیر ازدواج می‌کند.